# Irving Jaffee
Irving Warren Jaffee, född 15 september 1906, död 20 mars 1981, var en amerikansk skridskoåkare.
Jaffee blev olympisk guldmedaljör på 5 000 meter och 10 000 meter vid vinterspelen 1932 i Lake Placid.